# Приобретение Торонто
Приобретение Торонто — соглашение между британской короной и индейцами племени миссиссага в 1787 году. Индейцы обменяли 250 808 акров (101 528 га) земли на 149 бочек с вещами и немного наличных денег. В 1805 году состоялся пересмотр сделки.
На проданных землях сейчас расположены:
- Этобико (Онтарио)
- Северный Йорк (Онтарио)
- Торонто (Онтарио)
- западная часть Скарборо (Онтарио)
- Йорк (Онтарио)
- Восточный Йорк (Онтарио)
- Вон (Онтарио)
- Кинг (Онтарио)
- западный край Маркхэм (Онтарио) (Торнхил (Онтарио))
- западный край Витчарч (Онтарио)

Индейцы сохранили за собой Острова Торонто, которые не были частью соглашения.